# 蔦井政信
蔦井 政信（つたい まさのぶ、1927年9月13日 - ）は、日本の実業家。北海道滝川市出身。

## 経歴・人物
道南海運社長や東日本フェリー初代社長、北海道旅客船協会会長を務めた蔦井與三吉の息子として生まれ、1946年に旧制滝川中学校を卒業。父が経営する稚内利礼運輸の経営不振や終戦後の混乱で大学進学を断念し、同年蔦井木材工業所に入社、稚内へ移り家業に専念し、1951年には稚内利礼運輸取締役となる。1957年には日本通運札幌支店に監査役として入社し、昭和30年代序盤の3年間で支店の監査や指導を行った。
その後は1961年に桑園倉庫常務、1964年7月に道南海運専務、1965年7月に東日本フェリー専務取締役、蔦井商事監査役といった、蔦井グループの要職を務める。
1974年に父・與三吉の死去に伴い専務取締役から昇格し東日本フェリー2代目社長に就任。室蘭 - 大洗航路への就航等で80年代後半には東日本フェリーを単独のフェリー会社として日本最大の規模に成長させ、その後も日本海航路への参入や青函航路への高速船導入、ホテルやスキー場などの事業多角化といった拡大路線を推し進め最盛期には10数社のグループ企業を擁した。
この他北海道旅客船協会会長、日本旅客船協会副会長、札幌ケーブルテレビジョン社長も務めた。1990年には藍綬褒章を受章、1992年には海の記念日に際して運輸大臣表彰を受ける。札幌ケーブルテレビジョン社長については経営悪化によるタイタス・コミュニケーションズとの資本提携に伴い1997年4月に退任。
2003年6月に会社更生法適用に伴い東日本フェリー社長を辞任。